# Cerimoniale di Stato
La Repubblica Italiana ha un proprio cerimoniale, denominato Cerimoniale di Stato. La missione del Cerimoniale è la cura degli aspetti relativi alla vita di relazione delle cariche pubbliche. Un apposito Ufficio del Cerimoniale di Stato e per le onorificenze è posto all'interno della Presidenza del Consiglio dei ministri.

## Storia
Il cerimoniale della Repubblica nasce nel dopoguerra conformando le sue regole alle esigenze dello Stato democratico e ai principi sanciti nella Costituzione italiana del 1948. Sostituisce il cerimoniale del Regno d'Italia, derivato dal cerimoniale della Corte sabauda. Il Regio Decreto n.2210 del 1927 fu integrato dalla Circolare della Presidenza del Consiglio n. 92019/12840-16 del 26 dicembre 1950.
Il processo di rinnovamento delle regole protocollari trova concreto compimento nel decreto del Presidente del Consiglio dei Ministri del 14 aprile 2006, integrato e modificato col DPCM del 16 aprile 2008, che disciplina il cerimoniale italiano e le precedenze nelle cariche pubbliche.

### Il Cerimoniale di Stato oggi
L'ufficio del cerimoniale si occupa degli eventi ufficiali a cui partecipa il Presidente della Repubblica, cura gli incontri e gli impegni del Presidente del Consiglio. Si occupa inoltre delle visite del Sommo Pontefice in Italia.
Altre materie di competenza di tale servizio sono il rispetto delle regole protocollari per quanto riguarda la posizione delle bandiere, le feste nazionali e le esequie pubbliche.
Cura inoltre le visite in Italia dei Capi di Stato e di Governo esteri per la parte relativa agli incontri con il Presidente del Consiglio dei Ministri e l'ospitalità ufficiale di autorità italiane ed estere nelle sedi della Presidenza del Consiglio.
All'estero provvede al coordinamento e all'assistenza protocollare in occasione di visite, incontri e della partecipazione a vertici internazionali del Presidente del Consiglio dei Ministri all'estero, in collaborazione con il Ministero degli Affari Esteri e coordina, d’intesa con il Ministero degli Affari Esteri, gli aspetti organizzativi degli incontri, delle visite e dei vertici all'estero del Presidente del Consiglio dei Ministri con Capi di Stato e di Governo.
Infine segue l’istruttoria e predispone i decreti per la concessione di Onorificenze della Repubblica italiana secondo quanto previsto dalla legge 3 marzo 1951, n. 178, istitutiva dell’Ordine “al merito della Repubblica italiana”..

## Organizzazione
- Capo Ufficio
- Capo Ufficio: Vicario
- Responsabile Servizio del Cerimoniale all'estero
- Responsabile Servizio del Cerimoniale nazionale
- Responsabile Servizio visite di Stato e accoglienza
- Responsabile Servizio onorificenze e araldica

## I Simboli di Stato

### Bandiera
Il decreto del Presidente della Repubblica del 7 aprile 2000, n. 121 ha emanato il "Regolamento recante disciplina dell'uso delle bandiere della Repubblica italiana e dell'Unione europea da parte delle amministrazioni dello Stato e degli enti pubblici."
All'esterno degli edifici pubblici

Secondo tale regolamento "la bandiera della Repubblica e quella dell’Unione europea vengono esposte:

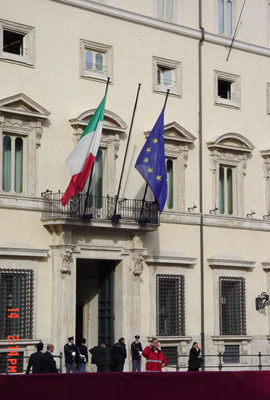
Esposizione quotidiana della bandiera nazionale ed europea a Palazzo Chigi
La bandiera italiana assume il posto d'onore a destra, ovvero a sinistra dello spettatore

a) all'esterno degli edifici ove hanno sede i commissari del Governo presso le regioni e i
rappresentanti del Governo nelle province;

b) all'esterno delle sedi degli altri uffici periferici dello Stato di livello dirigenziale generale o dirigenziale, aventi una circoscrizione territoriale non inferiore alla provincia;

c) all'esterno delle sedi centrali delle autorità indipendenti e degli enti pubblici di carattere nazionale, nonché di loro uffici periferici corrispondenti a quelli di cui alla lettera b).

Le bandiere vengono inoltre esposte sugli altri edifici sede di uffici pubblici ed istituzioni:

a) nelle giornate del 7 gennaio (Festa del tricolore), 

    11 febbraio (Patti lateranensi), 

    25 aprile (Liberazione),

    1º maggio (Festa del lavoro), 

    9 maggio (Giornata d’Europa), 

    2 giugno (Festa della Repubblica), 

    28 settembre (Insurrezione popolare di Napoli), 

    4 ottobre (Santo Patrono d’Italia), 

    4 novembre (Festa dell’unità nazionale);

b) nella giornata del 24 ottobre (Giornata delle Nazioni Unite) unitamente alla bandiera delle Nazioni Unite;

c) in altre ricorrenze e solennità secondo direttive emanate caso per caso dal Presidente del Consiglio dei ministri ovvero, in ambito locale, dal prefetto."

In queste occasioni, sugli edifici già imbandierati, si potranno aggiungere altri esemplari della bandiera Italiana ed Europea.

Per quanto riguarda la posizione delle bandiere, il regolamento precisa che la bandiera Italiana e quella Europea devono essere di uguali dimensioni ed esposte l'una al fianco dell'altra su pennoni di uguale altezza. Inoltre la bandiera Italiana "è alzata per prima ed ammainata per ultima ed entrambe non sono alzate prima del levare del sole e sono ammainate al tramonto", ad eccezione degli edifici in cui hanno sede uno o più seggi elettorali, dove sono esposte "dall'insediamento dei rispettivi uffici elettorali di sezione alla chiusura definitiva delle operazioni di scrutinio." "In ogni caso l'esposizione esterna delle bandiere nelle ore notturne è consentita solo a condizione che il luogo sia adeguatamente illuminato." In caso di lutto le bandiere devono essere esposte a mezz'asta e all'infieritura possono essere adattate due strisce di velo nero.
Per quanto riguarda la posizione reciproca delle bandiere, alla bandiera Italiana spetta sempre il posto d'onore (in caso di tre pennoni, ad esempio, le spetta il pennone centrale, mentre con due pennoni viene posizionata a sinistra dello spettatore) tranne che per ragioni di cortesia, ad esempio "se l'autorità che viene in visita ha rango pari o superiore rispetto al padrone di casa" le viene ceduto il posto d'onore.
Le bandiere straniere possono comunque essere esposte in edifici pubblici "solo nei casi di convegni, incontri e manifestazioni internazionali, o di visite ufficiali di
personalità straniere"

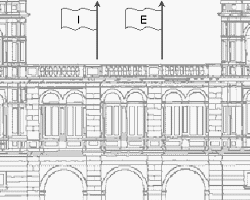
Quotidianamente su sedi statali
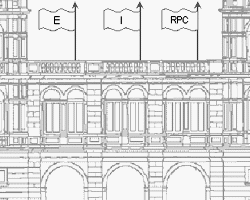
Quotidianamente su sedi Regionali, Provinciali, Comunali
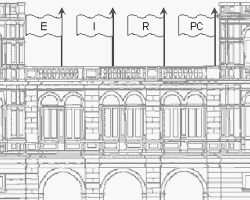
In presenza di quattro pennoni su sedi Regionali, Provinciali, Comunali

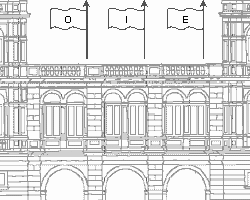
Alla presenza di un ospite straniero su sedi statali
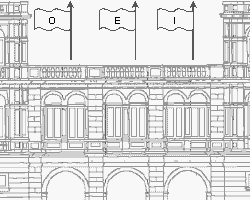
Alla presenza di un ospite straniero appartenente all'Unione Europea su sedi statali
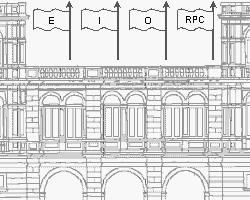
Alla presenza di un ospite straniero su sedi Regionali, Provinciali, Comunali

Legenda: I = Italia; E = Europa; O = Ospite; RPC = Regione, Provincia, Comune
Cerimonie pubbliche

Durante le cerimonie pubbliche alla bandiera nazionale spetta il posto d'onore; nelle pubbliche cerimonie funebri alla bandiera vengono applicate due strisce di velo nero.
All'interno degli uffici pubblici

"La bandiera della Repubblica e la bandiera dell'Unione europea sono esposte negli uffici:

a) dei membri del Consiglio dei ministri e dei Sottosegretari di Stato;

b) dei dirigenti titolari delle direzioni generali od uffici equiparati nelle amministrazioni centrali dello Stato nonché dei dirigenti preposti ad uffici periferici dello Stato aventi una
circoscrizione territoriale non inferiore alla provincia;

c) dei titolari della massima carica istituzionale degli enti pubblici di dimensione nazionale, e dei titolari degli uffici dirigenziali corrispondenti a quelli di cui alla lettera b);

d) dei titolari della massima carica istituzionale delle autorità indipendenti;

e) dei dirigenti degli uffici giudiziari indicati nell'articolo 1, comma 3;

f) i capi delle rappresentanze diplomatiche, degli uffici consolari e degli istituti italiani di cultura all'estero. Per i consoli onorari l'esposizione è facoltativa."
Inoltre "la bandiera nazionale e quella europea sono esposte nelle aule di udienza degli organi
giudiziari di ogni ordine e grado".
Negli uffici pubblici "le bandiere nazionale ed europea, di uguali dimensioni
e materiale, sono esposte su aste poste a terra alle spalle ed in prossimità della scrivania
del titolare dell'ufficio. La bandiera nazionale prende il posto d'onore a destra" (cioè alla sinistra dello spettatore) "o al centro".
Il regolamento prevede inoltre che le bandiere devono essere disposte in buono stato e correttamente dispiegate, e che su ogni pennone deve stare al più una bandiera.

### Inno d'Italia
L'Inno d'Italia è l'inno di Mameli, adottato (provvisoriamente) dal Consiglio dei Ministri del 12 ottobre 1946, presieduto da Alcide De Gasperi e in maniera definitiva de jure il 4 dicembre 2017.
Secondo il cerimoniale, negli eventi ufficiali vengono eseguiti solo i primi otto versi, per una durata di circa un minuto.

### Reati contro gli emblemi di stato
I reati contro gli emblemi di stato sono descritti nell'articolo 292 del Codice Penale, riformato con la legge 85 del 24 febbraio 2006, che prevede la pena della multa da 1.000 a 5.000 € per "Chiunque vilipende con espressioni ingiuriose la bandiera nazionale o un altro emblema dello Stato". Se tale reato avviene durante una cerimonia ufficiale o una pubblica ricorrenza, la pena è aumentata da 5.000 a 10.000 €.
Inoltre chiunque "pubblicamente e intenzionalmente distrugge, disperde, deteriora, rende inservibile o imbratta la bandiera nazionale o un altro emblema dello Stato è punito con la reclusione fino a due anni". Viene intesa per bandiera nazionale "la bandiera ufficiale dello Stato e ogni altra bandiera portante i colori nazionali".
Secondo l'articolo precedentemente in vigore, le pene previste per i reati di cui sopra erano l'arresto da 1 a 3 anni.
Il codice penale prevede anche pene per chi vilipende la bandiera o altro emblema di uno Stato estero (ammenda da 100 a 1.000 €).

## Cerimoniale militare
Un Ufficio Cerimoniale del Ministero della difesa si occupa del cerimoniale militare. È un ufficio di diretta collaborazione del ministro.

## Cerimoniale diplomatico della Repubblica
Il Cerimoniale Diplomatico della Repubblica Italiana, che ha sede presso il Ministero degli affari esteri, espleta i propri compiti nella sfera concernente lo svolgimento della funzione diplomatica.
In particolare, esso cura i rapporti fra le Istituzioni della Repubblica Italiana ed i rappresentanti degli Stati stranieri, che possono essere i diplomatici o le Alte Autorità in visita.